# 小川タクシー
小川タクシー株式会社（こがわタクシー）は、岩手県下閉伊郡岩泉町に本社を置く、タクシー・バス事業及び霊きゅう事業を運営する会社である。

## 営業所
- 本社営業所 (岩手県下閉伊郡岩泉町)
- 盛岡営業所 (岩手県盛岡市)
- 雫石営業所 (岩手県岩手郡雫石町)
- 八幡平営業所 (岩手県八幡平市)
- 花巻営業所 (岩手県花巻市)

## 事業内容
- 一般乗用旅客自動車運送事業
- 一般乗合旅客自動車運送事業
- 一般貸切旅客自動車運送事業
- 特定旅客自動車運送事業
- 一般貨物自動車運送事業
- 運転代行業
- デリバリー事業
- ライドシェア事業

## 沿革
- 1954年（昭和29年）1月16日 - 杉本益次郎他8名が発起人となり、会社設立のための定款を定める
- 1954年（昭和29年）10月15日 - 一般乗用旅客自動車運送事業免許 (本社営業所、事業区域：小川村・岩泉町・大川村・江刈村・安家村)
- 1954年（昭和29年）11月18日 - 小川タクシー株式会社設立、代表取締役「杉本益次郎」就任
- 1962年（昭和37年）5月18日 - 岩泉営業所認可 (一般乗用)
- 1970年（昭和45年）4月15日 - 岩泉中央営業所認可 (一般乗用)
- 1972年（昭和47年）2月22日 - 岩泉中央営業所廃止、駅前営業所認可 (一般乗用)
- 1979年（昭和54年）8月31日 - 特定旅客自動車運送事業許可 (本社営業所、営業区域：岩手県下閉伊郡岩泉町) ※運送需要者：地方自治体
- 1983年（昭和58年）4月27日 - 一般貸切旅客自動車運送事業免許 (本社営業所、事業区域：岩手県下閉伊郡岩泉町) ※業務の範囲を限定した許可、小型車の条件付き
- 1983年（昭和58年）4月27日 - 一般貸切免許による乗合旅客運送許可
- 1989年（平成元年）5月22日 - 代表取締役「杉本妙子」就任
- 1991年（平成3年）5月31日 - 代表取締役「杉本サダ」就任
- 1993年（平成5年）4月8日 - 岩泉営業所廃止 (一般乗用)
- 1997年（平成9年）8月27日 - 一般貸切における事業区域拡大免許 (事業区域：岩手県)
- 1997年（平成9年）12月25日 - 一般貸切における業務の範囲の限定解除免許
- 1998年（平成10年）1月27日 - 一般乗用における事業区域拡大免許 (事業区域：下閉伊郡・葛巻町旧江刈村)
- 2002年（平成14年）12月27日 - 駅前営業所廃止、盛岡営業所認可 (一般乗用、営業区域：盛岡交通圏追加)
- 2003年（平成15年）3月26日 - 一般貸切における条件解除 (小型車・中型車・大型車)
- 2004年（平成16年）9月24日 - 創業当初からの取締役「杉本益太郎」退任
- 2006年（平成18年）9月28日 - 代表取締役「杉本令子」就任
- 2007年（平成19年）9月28日 - 道路運送法の一部改正に伴い、21条貸切乗合の許可から4条一般乗合旅客自動車運送事業許可へ移行 (本社営業所、路線定期運行) ※経過措置に係る届出日
- 2008年（平成20年）12月8日 - 代表取締役「杉本實」就任
- 2012年（平成24年）5月26日 - 代表取締役「杉本修太郎」就任
- 2013年（平成25年）12月16日 - 運転代行業認定
- 2015年（平成27年）12月16日 - 盛岡営業所認可 (一般貸切)
- 2019年（平成31年）2月20日 - 一般貸切旅客自動車運送事業更新許可
- 2019年（令和元年）12月1日 - 盛岡営業所新社屋落成
- 2020年（令和2年）1月9日 - 雫石営業所認可 (一般貸切)
- 2020年（令和2年）2月18日 - 特定旅客自動車運送事業許可 (盛岡営業所、営業区域：岩手県盛岡市) ※運送需要者：公益法人
- 2020年（令和2年）7月16日 - 雫石営業所認可 (一般乗用、営業区域：岩手郡追加)
- 2020年（令和2年）11月10日 - 八幡平営業所認可 (一般貸切)
- 2020年（令和2年）12月14日 - 貨物軽自動車運送事業経営届出 (貨物の種類：飲食物)
- 2021年（令和3年）1月20日 - 一般貨物自動車運送事業許可 (タクシー車両を用いた飲食物の運送限定)
- 2021年（令和3年）9月13日 - 一般乗用による21条乗合旅客運送許可 (本社営業所、運送区域：岩手県下閉伊郡岩泉町安家地域) ※実証運行
- 2022年（令和4年）2月4日 - 特定旅客自動車運送事業許可 (盛岡営業所、営業区域：岩手県盛岡市) ※運送需要者：民間企業
- 2022年（令和4年）8月23日 - 花巻営業所認可 (一般貸切)
- 2023年（令和5年）2月1日 - 特定旅客自動車運送事業許可 (盛岡営業所、営業区域：岩手県北上市) ※運送需要者：民間企業
- 2023年（令和5年）6月13日 - 一般貨物における条件変更（霊きゅう運送追加）
- 2023年（令和5年）10月26日 - 八幡平営業所認可（一般乗用）
- 2024年（令和6年）3月4日 - 一般貸切旅客自動車運送事業更新許可
- 2024年（令和6年）3月25日 - 花巻営業所認可 (一般乗用、営業区域：花巻交通圏追加)
- 2024年（令和6年）11月27日 - 自家用自動車有償運送 (自家用車活用事業) 許可 ※日本版ライドシェア
- 2025年（令和7年）2月12日 - 一般乗合における運行様態の追加認可 (本社営業所、区域運行、営業区域：岩手県下閉伊郡岩泉町安家) ※安家地区デマンドタクシー
- 2025年（令和7年）3月11日 - 一般乗用における営業区域変更認可 (営業区域：新岩手郡に変更) ※八幡平市旧安代町を追加

## 車両数
- 事業用自動車（旅客緑ナンバー）：110両（乗用56両・乗合6両・貸切42両・特定6両）
- 事業用自動車（貨物緑ナンバー）：1両（霊きゅう1両）

## 路線バス（岩泉町民バス）
- 国境・上荒沢口線
- 安家洞線
- 大坂本・松ケ沢線
- 茂井・半城子線

　　※詳細は岩泉町民バス参照　　